# World Archery
Międzynarodowa Federacja Łucznicza (ang. World Archery, skrót WA) – międzynarodowa organizacja pozarządowa, zrzeszająca 156 narodowych federacji łuczniczych.

## Historia
Federacja została założona 4 września 1931 roku we Lwowie przez Francję, Czechosłowację, Szwecję, Polskę, Stany Zjednoczone, Węgry i Włochy. Początkowa nazwa - Międzynarodowa Federacja Łucznicza pochodzi od fr. Fédération Internationale de Tir à l'Arc (FITA). Od 1900 do 1920 łucznictwo zostało 4-krotnie włączone do programu letnich igrzysk olimpijskich. Po dłuższej przerwie dyscyplina powróciła na igrzyska olimpijskie w 1972. Aby uczcić 80-lecie organizacji w lipcu 2011 roku znaczna większość Kongresu FITA przegłosowała zmianę nazwy z FITA na World Archery (WA).

## Członkostwo
- MKOl
- GAISF
- IWGA

## Dyscypliny
- Łuki klasyczne
- Łuki bloczkowe

## Mistrzostwa świata
- Mistrzostwa świata w łucznictwie:
  - Otwarte (od 1931 roku).
  - Halowe (od 1991 roku).
- World Field Archery Championships (od 1969 roku).
- World 3D Archery Championships (od 2003 roku).
- World Ski Archery Championships (od 1999 roku).
- World Para Archery Championships (od 1998 roku).
- World Youth Archery Championships (od 1991 roku).
- World University Archery Championships (od 1996 roku).
- Archery World Cup (od 2006 roku).